# Justquinus von Gosen
Justquinus von Gosen († im November 1636; auch Johann Jusquinus von Gosen) war ein  deutscher Jurist und Kommunalpolitiker. Er spielte eine Rolle in den Verfassungsstreitigkeiten der Stadt Stralsund zu Anfang des 17. Jahrhunderts sowie in den kriegerischen Ereignissen von 1628 und wurde 1629 Ratsherr von Stralsund.

## Leben
Justquinus von Gosen wirkte am Anfang des 17. Jahrhunderts als Rechtsanwalt in Stralsund. Zu dieser Zeit bestanden Verfassungsstreitigkeiten innerhalb der Stadt, die der pommersche Herzog Philipp Julius schlichten wollte. Bei seiner Anwesenheit in Stralsund im Jahre 1612 setzte der Herzog durch, dass Justquinus von Gosen zum Bürgerworthalter gewählt wurde. Der Herzog hatte gehofft, über Justquinus von Gosen, der nicht zu den Stralsunder Patrizierfamilien gehörte, Einfluss nehmen zu können. Darin sah sich der Herzog bald enttäuscht, so dass er Justquinus von Gosen bald wieder absetzte und ihn sogar 1614 und 1616 in Wolgast gefangen hielt. Der Stralsunder Erbvertrag von 1615 und der Stralsunder Bürgervertrag von 1616, welche die Angelegenheiten der Stadt und ihre Beziehungen zum Herzog ordneten, wurden so ohne Gosens Mitwirkung abgeschlossen.
Der Stralsunder Rat bot Gosen das Amt des Stadtsyndikus an, das dieser aber ablehnte. Er wirkte an der Verteidigung gegen die Belagerung von Stralsund im Dreißigjährigen Krieg 1628 mit. Im August und September 1628 nahm er gemeinsam mit dem Stralsunder Bürgermeister Lambert Steinwich an einer Gesandtschaft an den schwedischen König Gustav II. Adolf Teil, mit der nähere Kontakte zwischen Stralsund und den Schweden angeknüpft wurden.
Im Jahre 1629 wurde Justquinus von Gosen Ratsherr von Stralsund. Er wurde 1635 aus dem Rat verabschiedet  und starb im Jahre 1636.
Justquinus von Gosen hatte die Domänen Kakernehl, Wittenhagen, Bockenhagen und Krummenhagen erworben. Diese gingen nach seinem Tode auf seine Neffen über.